# 祖力亚提·司马义
祖力亚提·司马义（1977年9月—），女，维吾尔族，新疆乌鲁木齐人，中华人民共和国政治人物，现任中国共产党第二十届中央委员会候补委员（第三年轻者），江苏省生态环境厅党组书记。曾任喀什大学党委副书记、副校长，新疆维吾尔自治区党委教育工作委员会副书记（兼），自治区教育厅党组副书记、厅长。

## 生平
1977年9月，祖力亚提·司马义出生在新疆维吾尔自治区乌鲁木齐市。2008年，她取得北京大学社会学博士学位。2010年1月至2012年11月，她是新疆大学马克思主义理论博士后流动站的博士后。
2014年6月至2016年1月，她被任命为中国共产主义青年团中央委员会学校部中学处、大学处副处长。之后她曾出任新疆大学党委常委、副校长，新疆大学马克思主义学院学院党委副书记、院长。2022年9月，她出任喀什大学党委副书记、副校长。
2023年3月，她接替艾尼玩·伊布拉音出任新疆维吾尔自治区教育厅厅长。
2024年10月，调任江苏省生态环境厅党组书记，从政生涯首次离开家乡新疆工作。